# ヴィーゼン (ウンターフランケン)
ヴィーゼン (ドイツ語: Wiesen) は、ドイツ連邦共和国バイエルン州ウンターフランケン行政管区のアシャッフェンブルク郡に属す町村（以下、本項では便宜上「町」と記述する）であり、シェルクリッペン行政共同体の一員である。

## 地理

ヴィーゼンの地区図および土地利用図。ピンクが住宅地および産業用地、白が農地および緑地、緑が森林である。

### 位置
ヴィーゼンは、バイエルンのウンターマイン地方、アウバッハ川の谷の州道 2305号線（ドイツ観光街道アルプス＝バルト海ルート）および 2905号線（シュペッサルト高原道路）沿いに位置している。

### 自治体の構成
この町は、ヴィーゼンの単一管区、単一地区で構成されている。

### 隣接する町村
ヴィーゼンは、西、北、東の三方を市町村に属さないヴィーゼンの森（アシャッフェンブルク郡）に囲まれており、南はフランマースバッハ（マイン＝シュペッサルト郡）と境を接している。

## 地名

### 語源
ヴィーゼンという地名は、「草地」(ドイツ語: Wiese) を意味する古高ドイツ語 wisa の複数形に基づいており、ヴィーゼンバッハ川（現在のアウバッハ川）上流の森に覆われていない谷間という地理的条件を表している。

### 歴史的表記
歴史上の資料や文献に登場するこの集落の表記には以下のものがある。
- 1057年 Wisun（ただし農場名）
- 1331年 Wiesin
- 1339年 Wiesen

## 歴史
ヴィーゼンは1339年に初めて文献に記録されている。この集落はリーネック伯の支配下にあったが、16世紀にマインツ選帝侯領に移され、帝国代表者会議主要決議までこれに属していた。
1803年に司教領主ダルベルクによって創設されたアシャッフェンブルク侯領として世俗化され、1814年にフランクフルト大公国の一部としてバイエルン王国に併合された。バイエルン王国の行政改革に伴う1818年の市町村令によって現在の自治体が成立した。
1862年にベツィルクスアムト・ロール・アム・マインが創設され、ヴィーゼンはその管轄下に置かれた。1939年、ドイツ国全土で「郡」の名称が使用されることとなった。ヴィーゼンはロール・アム・マイン郡の26市町村の一つとなった。1972年のバイエルン州の地域再編によってこの郡が廃止されると大部分の市町村が現在のマイン＝シュペッサルト郡にまとめられたが、ヴィーゼンは新たに創設されたアシャッフェンブルク郡に編入された。
ヴィースビュット湿地やヴィースビュット湖のおかげで、ヴィーゼンはシュペッサルトのハイキング観光地となっており、その一方でわずかな旅館、商店、インフラ施設、手工業といった伝統的なキャラクターを留めてもいる。1888年創業の民営の小さなブルワリーで、地ビールの生産が行われている。

## 住民

### 人口推移
- 1970年: 1,053人
- 1987年: 1,050人
- 2000年: 1,152人
- 2012年: 1,040人

## 行政

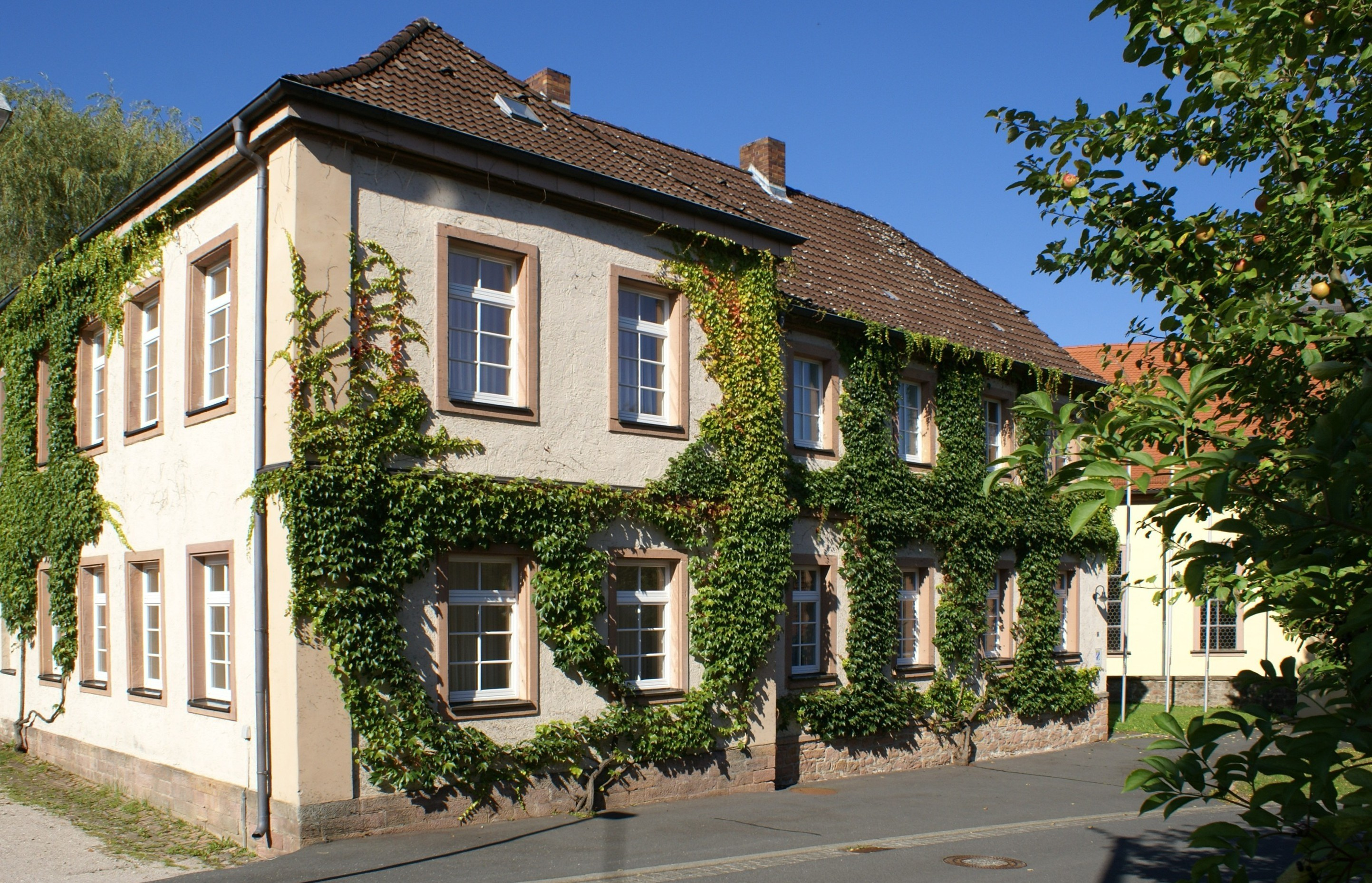
ヴィーゼンの町役場

### 議会
ヴィーゼンの町議会は、12議席からなる。これは人口 1,001人から 2,000人の自治体における議員定数である。議員は 6年ごとに改選される。
町議会にはこの他に、首長が投票権を持ち、参加する。

### 首長
ヴィーゼンの町長はヴィリー・フレッケンシュタイン (Dorfgemeinschaft) である。彼は2014年3月16日の選挙で 83.20 % の票を獲得して当選した。この選挙の投票率は 69.7 % であった。

### 紋章
図柄: 赤地に、下から銀の輪の下半分、金の鹿の角、銀の貝が描かれている。
紋章の歴史: この町は歴史上、リーネック伯家が断絶する1559年までその支配下にあった。その後マインツ選帝侯領に移され、狩りの城館が築かれた。紋章の鹿の角と半分のマインツの輪は、マインツ選帝侯領を表している。貝は聖ヤコブの象徴である。この聖人に献げられた教区教会を暗示している。紋章の赤と金の配色は、この町と密接に関連しているリーネック伯を想起させる。
この紋章は1985年7月22日から使用されている。

## 経済と社会資本
この町の2013年の税収は約 1,033,000 ユーロで、このうち約 460,000 ユーロが営業税収入であった。

### 農林業
2010年現在、この町には 3軒の農家があり、農業用地は 200 ha である。

### 教育
以下の施設がある（1999年現在）。
- 幼稚園、定員 50人
- 学校、4クラス、体育館とソリ競技用斜面がある。

## 文化と見所

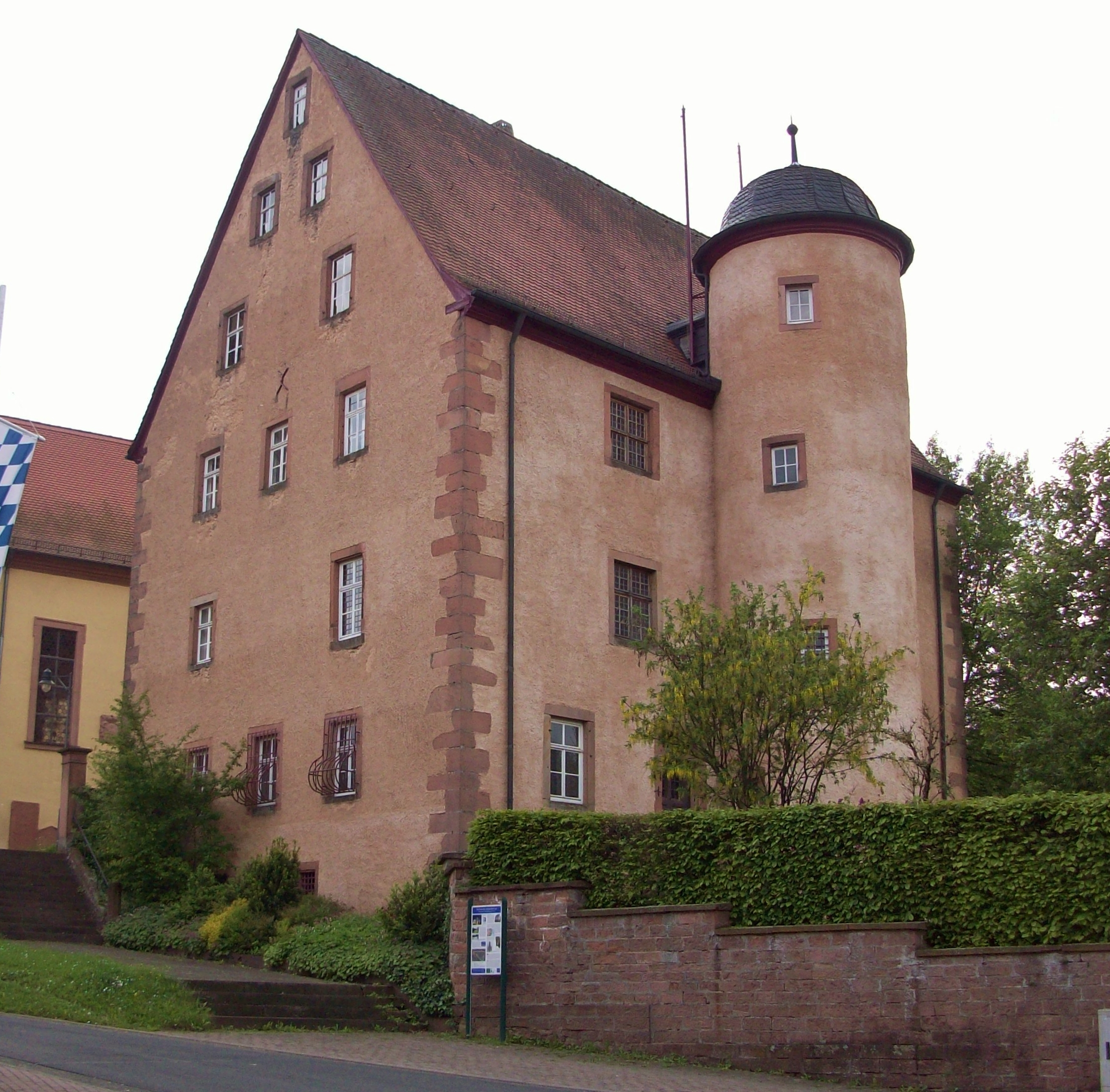
ヴィーゼン城

- マインツ選帝侯のヴィーゼン城（1597年）は、街の中心部にあり、円形の塔を有する4階建ての四角形の城館である。このルネサンス建築が実際に狩りの城館であったかどうかは不明である。この建物は現在私邸となっており、所有者によって多額の費用を掛けて大切に修復がなされている。この修復は、付随する考古学的研究の支援を受けており、この城館の建築史に関して興味深い考察がなされている。この建物は、中世後期に存在していた先代の建物の後継建造物である。先代の建物は石造で、そのヴォールトの地下室が遺されている。地所内の定住跡は13世紀にまで遡る[9]。
- 狩りの城の近くにバロック様式の聖ヤコブス教区教会がある。1724年建造の単廊式ホール教会で、建造時からの3つの祭壇と説教壇を有している。
- 地域のイベントや祝典には、1936年建造（1991年に焼失し、1992年に再建された）の旧脱穀小屋が利用される。
- 町の高台、ホーエ・ザンクの丘に十字架の道行きと1883年建造の礼拝堂（十字架礼拝堂、2011年修復）がある。礼拝堂前のペストの十字架は、1610年の年号が記されており、元々は町の中心に建っていた。
- 十字架礼拝堂前を通るエーゼルヴェークは 2 km 先でビルケンハイナー通りと交差する。シュペッサルト連合は1932年に、歴史的な交易路が交差するこの重要な交差点に郷土研究家カール・キーンによる記念碑を建立した。このためこの交差点はドクトル・カール・キーン広場と呼ばれる。

- 聖ヤコブス教会
- 旧脱穀小屋
- 十字架礼拝堂

## 引用
1. ↑  https://www.statistikdaten.bayern.de/genesis/online?operation=result&code=12411-003r&leerzeilen=false&language=de Genesis-Online-Datenbank des Bayerischen Landesamtes für Statistik Tabelle 12411-003r Fortschreibung des Bevölkerungsstandes: Gemeinden, Stichtag (Einwohnerzahlen auf Grundlage des Zensus 2011)
2. ↑  Bayerische Landesbibliothek Online - Wiesen（2015年11月15日 閲覧）
3. 1 2  Wolf-Armin Frhr. v. Reitzenstein: Lexikon fränkischer Ortsnamen. Herkunft und Bedeutung. C.H.Beck, München 2009, ISBN 978-3-406-59131-0, S. 241.
4. ↑  Gemeinderat Wiesen 2014（2015年11月15日 閲覧）
5. ↑  Databank Bayern-Recht - Gemeindeordnung für den Freistaat Bayern（2015年11月15日 閲覧）
6. ↑  Bürgermeisterwahl Wiesen 2014（2015年11月15日 閲覧）
7. ↑  Bayerns Gemeinden - Gemeinde Wiesen（2015年11月15日 閲覧）
8. 1 2  Statistik kommunal 2014 Gemeinde Wiesen 09 671 162（2015年11月15日 閲覧）
9. ↑  Gerhard Ermischer und Helmut Flachenecker: Die Ketzelburg und die Burgenforschung im Spessart（2015年11月15日 閲覧）